# Rojda Felat
Rojda Felat (Arabisch: روجدا فلات) (Kamishli, 1980) is een Syrisch-Koerdisch militair commandant en feminist.
Rojda Felat werd geboren rond 1980 in Kamishli, de hoofdstad van het gouvernement Al-Hasakah in het noordoosten van Syrië. Ze komt uit een grote familie van handelaars. In 2004 nam ze deel aan rellen in haar geboortestad.
In 2012 rondde ze tijdens de Syrische Burgeroorlog haar studie in Kamishli af. Op dat moment namen PYD-milities de controle over verschillende steden in het noorden van Syrië over, nadat het Syrische regeringsleger zich terugtrok uit het gebied. Felat sloot zich aan bij de PYD. Binnen de Koerdische Arbeiderspartij is een sterke beweging voor gelijke rechten voor vrouwen. Felat is feminist en bewonderaar van Rosa Luxemburg en de vermoorde Koerdische vrouwelijke voorvechters Leyla Qasim en Sakine Cansiz. Ze is overtuigd moslim.
Sinds 2013 strijd ze bij de Vrouwelijke Volksbeschermingseenheden (YPJ), hierna in 2015 als onderdeel van de Syrische Democratische Strijdkrachten (SDS). Ze nam deel aan diverse gevechten tegen Islamitische Staat; onder andere de slag om Tal Abyad in het gouvernement Raqqa (mei-juni 2015) en de slag om Al-Shaddadi in het gouvernement Al-Hasakah. In mei 2016 leidde ze een leger van 15.000 SDS militairen in een eerste offensief tegen Raqqa, de hoofdstad van het kalifaat van IS. hierna vocht ze in de slag om Manbij.

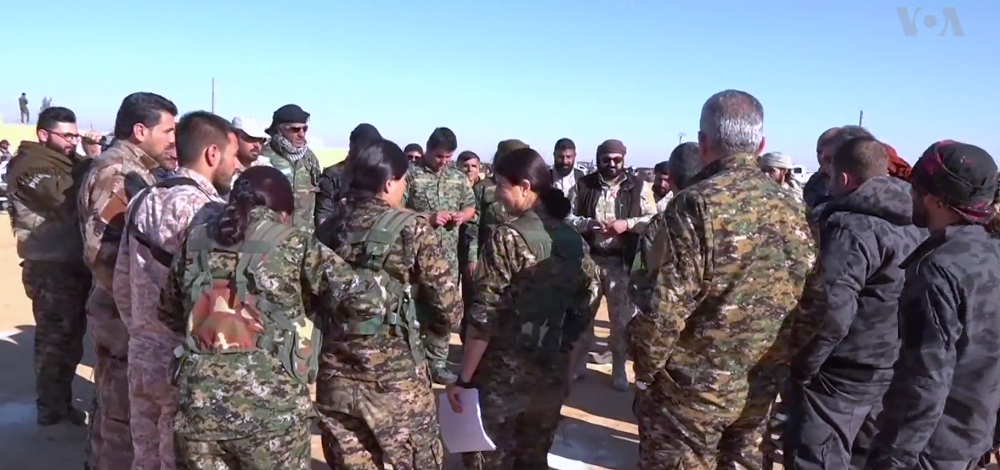
Commando-overleg tijdens het offensief tegen Raqqa in december 2016

In november 2016 voerde ze het commando over een 45.000 koppen tellende SDS-troepenmacht in de eerste fase van het grote offensief tegen Raqqa. Vanaf juni 2017, het moment dat de SDF troepen de stad Raqqa introkken maakte Felat deel uit van het centraal commando. Op 18 oktober 2017, de dag na de val van Raqqa, plantte Rojda Felat symbolisch de SDS-vlag op de rotonde op het Al-Naimplein in het centrum van Raqqa. Op dit plein werden door IS tegenstanders terechtgesteld.